# Bellino
Bellino là một đô thị tại tỉnh Cuneo trong vùng Piedmont của Italia, vị trí cách khoảng 80 km về phía tây nam của Torino và khoảng 45 km về phía tây bắc của Cuneo, on the border with France. Tại thời điểm ngày 31 tháng 12 năm 2004, đô thị này có dân số 165 người và diện tích 61,7 km².
Bellino giáp các đô thị: Acceglio, Casteldelfino, Elva, Pontechianale, Prazzovà Saint-Paul-sur-Ubaye (France).